# Те Нону
Те Нону је ненасељено острвце у саставу атола Нукунону у оквиру острвске територије Токелау у јужном делу Тихог океана. Налази се у источном делу атола, између острваца Вајвајмај и Патику. Прекривено је тропским растињем.